# L'Oncle de Pékin
Pour plus de détails, voir Fiche technique et Distribution.
L'Oncle de Pékin est un film français réalisé par Jacques Darmont, sorti en 1934.

## Fiche technique
- Titre français : L'Oncle de Pékin
- Titres secondaires : Edgar et son fantôme / L'Oncle[1]
- Réalisation : Jacques Darmont
- Scénario : René Pujol et Charles L. Pothier
- Photographie : Georges Benoît et René Colas
- Musique : Casimir Oberfeld
- Pays d'origine :  France
- Format : Noir et blanc — 35 mm — 1,37:1 — Son : Mono
- Genre : Comédie
- Durée : 95 minutes
- Date de sortie : 
  - France - 25 mai 1934

## Distribution
- Armand Bernard : Antoine Robichon
- Pierre Brasseur : Philippe
- Germaine Charley : Yolande
- Janine Merrey : Suzy
- Jean Dax : Edgar Pinson
- Georges Térof : Séraphin
- Marcel Vidal : Pierre
- Claude May : Huguette
- Georges Milton : la gardienne du château
- Armand Pouget : le cocher
- Octave Berthier : le chef de gare
- Armand Bour : le notaire
- Frédéric Mariotti : un curateur
- Guy Derlan : un curateur
- Alexandre Mihalesco : le serviteur chinois
- Pierre Thomas : un paysan
- André Numès Fils
- Georges Benoît